# Arnold Huchting
Arnold Diedrich Huchting (* 22. August 1824 in Bockhorn; † 10. Dezember 1900 ebenda) war ein deutscher Politiker. Er Mitglied des Deutschen Reichstags.

## Leben
Huchting war der Sohn des Ziegeleibesitzers August Heinrich Huchting und bewirtschaftete nach einer landwirtschaftlichen Lehre  einen Hof in Bockhorn. 1856 wurde er dort auch Gemeindevorsteher blieb dies bis zu seinem Tode. Zwischen 1863 und 1890 und von 1893 bis zu seinem Tode war er Mitglied des Oldenburgischen Landtags. Außerdem war er ab 1887 Vorsitzender des Zentralausschusses der Fortschrittspartei im 2. oldenburgischen Wahlkreis und ab 1899 dessen Ehrenpräsident.
Von 1881 bis 1887 war er Mitglied des Deutschen Reichstags für den Reichstagswahlkreis Großherzogtum Oldenburg 2 (Jever, Brake, Westerstede, Varel, Elsfleth, Landwürden) und die Deutsche Fortschrittspartei.
1874 heiratete er Johanne Friederike geb. Blumenhorst, die Ehe blieb kinderlos.